# Ego (álbum)
Ego es el séptimo álbum de estudio de la banda alemana Oomph!, lanzado al mercado en 2001, siendo este el último lanzado con Virgin Records. El sonido de este disco juega un papel importante para el álbum entero: más influenciado por el Rock Alternativo, destacan las guitarras y los sintetizadores.
Cabe destacar que solo se lanzaron dos sencillos para promocionar, el primero vino a ser "Supernova". Sin embargo, otros temas populares de este disco fueron "Viel Zu Tief", la cual popularizaron en sus shows en vivo, y en las estaciones de radio alemanas, ya que el sencillo radial de "Supernova" venía empaquetado con "Viel zu Tief" como lado b. A pesar de que el tema "Niemand" no venía incluido en el álbum, fue más tarde lanzado como segundo sencillo, convirtiéndose en uno de los hits de la banda, el cual también tuvo video promocional. La canción "Swallow", se elaboró un video musical con imágenes de la banda en vivo, pero no fue lanzado como sencillo.

## Lista de canciones
| N.º | Título                 | Traducción          | Duración |  |
| 1.  | «Ego»                  | Ego                 | 4:19     |  |
| 2.  | «Supernova»            | Supernova           | 4:44     |  |
| 3.  | «Willst du frei sein?» | ¿Quieres ser libre? | 3:59     |  |
| 4.  | «Drop the Lie»         | Deja la mentira     | 3:54     |  |
| 5.  | «Bitter»               | Amargo              | 4:17     |  |
| 6.  | «Transformation»       | Transformación      | 4:02     |  |
| 7.  | «Atem»                 | Aliento             | 3:58     |  |
| 8.  | «Serotonin»            | Serotonina          | 2:14     |  |
| 9.  | «Swallow»              | Tragar              | 5:11     |  |
| 10. | «Viel zu tief»         | Bien profundo       | 3:47     |  |
| 11. | «My darkest Cave»      | Mi cueva más oscura | 3:38     |  |
| 12. | «Rette mich»           | Rescátame           | 4:25     |  |
| 13. | «Who You are»          | ¿Quién eres?        | 3:58     |  |
| 14. | «Kontrollverlust»      | Pérdida de control  | 4:46     |  |
| 15. | «Dopamin»              | Dopamina            | 2:43     |  |
| 16. | «Träum weiter»         | Sigue soñando       | 1:41     |  |

## Listas de ventas
| Lista (2001) | Mejor posición |
| ------------ | -------------- |
| Alemania     | 21             |
| Austria      | 60             |